# Ar baz valan
Ar baz valan (L'Homme au bâton de genêt) est une mélodie traditionnelle bretonne. Elle sert de thème musical à la chanson Borders of salt (« Frontières de Sel ») de Dan Ar Braz, reprise avec l'Héritage des Celtes et devenue ainsi populaire dans les années 1990. 

## Sujet

### Contexte
Le Baz valan (ou messager d'amour du jeune homme) intervenait pour chaque mariage près des parents de la jeune fille. Il était mendiant, tailleur ou brodeur car, à l'inverse de la grande majorité de la population, ces 3 "professions" rentraient souvent chez les gens et pouvaient donc rapidement savoir quelles familles étaient de même rang et ainsi autoriser ou non les mariages. Le jour où cette personne venait faire son office d'entremetteur, il se munissait de son bâton (sa baguette) de genêt (baz valen en breton) fleuri, symbole d'amour et d'union et de chaussettes de couleurs différentes. Le voyant ainsi, chacun savait immédiatement pourquoi il venait. Cet air vient donc d'une chanson sur ce fameux entremetteur.

## Interprétations
Entendue à Elliant par Herve Le Meur (fondateur de Keltia Musique) pendant la Seconde guerre mondiale, il l'interprète en couple biniou-bombarde avec son compère Pierre Le Beuz au championnat des sonneurs de couple de Gourin en 1969, l'une des trois années où il remporte ce concours. Elle est enregistrée en 1970 sur disque Mouez Breiz par le Bagad Kemper de la Kevrenn C'hlazik. En 1983, Patrick Molard intitule son premier album instrumental de cornemuse du titre de cette musique, qu'il joue à la cornemuse accompagné de son frère Jacky Molard au violon et de Dan Ar Braz à la guitare. Dan Ar Braz a largement popularisé cette mélodie mais avec un titre et des paroles toutes autres : Borders Of Salt... Frontières de sel (album éponyme en 1991). Une sorte d'hymne au pays de langue celtique dont les frontières sont très largement maritimes. Elle constitue le titre-phare de l'Héritage des Celtes à sa création en 1993 ; rencontrant le succès en France, cet ensemble interceltique popularise l'air dans les années 1990.
La chanteuse Clarisse Lavanant, qui accompagne régulièrement Dan Ar Braz, interprète le titre lors de la tournée Celebration, en duo avec Morwenn Le Normand et aussi Alan Stivell à Lorient ou Karen Matheson à Quimper (Célébration d'un héritage). Après avoir arrangé la mélodie avec André Couasnon  pour l'orchestre symphonique de Bretagne en 2015, Dan Ar Braz enregistre sa version symphonique pour l'album collectif Breizh eo ma bro ! sorti chez Sony Music en juin 2017. En juillet 2017, il joue le titre à Quimper avec le bagad de Lann-Bihoué, Ronan Le Bars et Clarisse Lavanant dans le cadre de l'émission Les copains d'abord en Bretagne diffusée sur France 2.